# Трубопроводи для транспортування монооксиду вуглецю
Моноксид вуглецю (СО, угарний газ) є важливим компонентом у технології виробництва поліуретанів, оскільки необхідний для виробництва толуілендіізоціанату. Разом з тим, ця речовина відноситься до особливо небезпечних для організму людини, причому небезпека збільшується відсутністю у нього запаху. Це є однією з причин тривалої відсутності спроб створити системи транспортування монооксиду вуглецю великої протяжності (хоча, звичайно, на відповідних хімічних підприємства застосовувались технологічні трубопроводи).
Піонером у галузі створення таких систем виступив хімічний концерн BAYER, який у 2001 році перепрофіліював трубопровід довжиною 10 км між розташованими поряд заводами у Дормагені та Леверкузені з вуглекислого газу на монооксид вуглецю. Невдовзі після того була споруджена цілком нова система протяжністю 67 км, якою планувалось транспортувати надлишок монооксиду вуглецю, що виробляється у Дормагені, до хімічного підприємства у Крефельд. Проте завершений будівництвом об`єкт станом на 2016 рік так і не вдалось запустити, оскільки апеляційний суд з 2007-го блокує введення трубопроводу в експлуатацію через судові позови, викликані побоюваннями трагічних наслідків у випадку аварії. 
Поки йшла довготривала судова суперечка, у Dormagen розпочали будівництво нової лінії з виробництва толуілендіізоціанату, яка могла б використовувати наявні надлишкові потужності по випуску монооксиду вуглецю. У 2014 році вона була введена в експлуатацію. Втім, після цього компанія BAYER продовжила розвивати у Дормагені і потужності з випуску монооксиду вуглецю, спорудивши наступного року нову риформінгову установку для його виробництва з метану. Так що станом на 2016 рік остаточної відмови від планів запуску першого великого трубопроводу для транспортування монооксиду вуглецю ще не відбулось. 